# Dom (pleme)
Dom, jedno su od domorodačkih plemena raspršeno po velikom dijelu Indije. Niskog su rasta i tamne puti. Govore jezikom oriya. U indijskom društvu smatraju ih nečistima. Žive od najlošijih poslova, kao čistači ulica, ulični svirači i najamnici, a pomažu i prilikom kremacije mrtvih. Mužev prihod žena popunjava prosjačenjem. Žena je podređena mužu i ima značajnu ulogu u različitim ritualima i religiji. Po vjeri su velika većina hindusi (bogovi Baba Ramdeo i Bhainro), a ima nešto i animista.